# Aegir Ridge

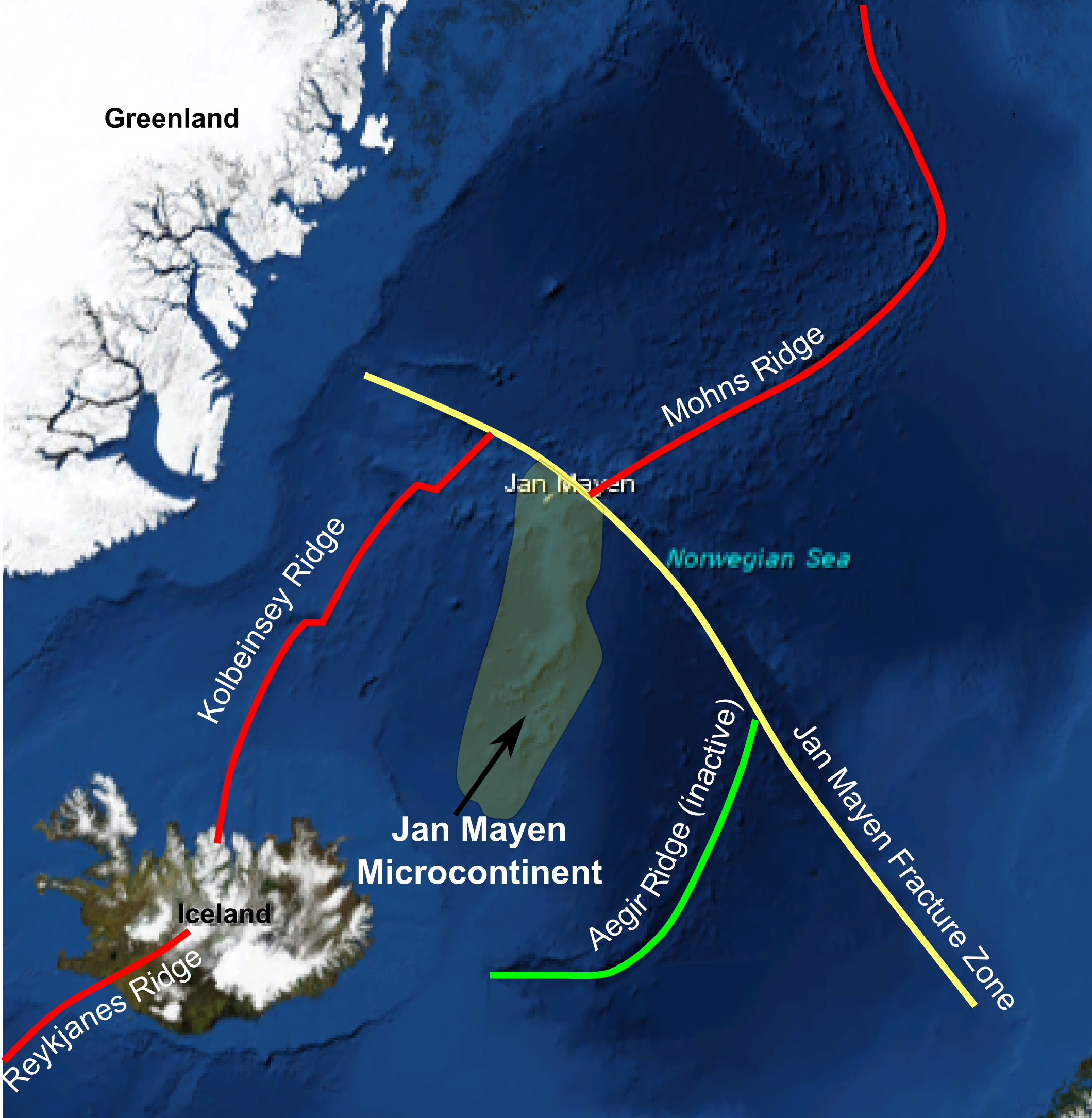
Karte mit der Lage des Aegir-Rückens und anderer wichtiger geologischer Merkmale des nördlichsten Atlantiks

Der Aegir-Rücken (englisch Aegir Ridge) ist ein heute inaktiver (erloschener) Abschnitt des Mittelatlantischen Rückens im äußersten Norden des Atlantischen Ozeans.
Es handelt sich also um einen ozeanischen Rücken, d. h. einen (ehemals) auseinanderstrebenden (divergenten) Rand tektonischer Platten am Grund des Nordatlantiks.
Der erloschene Aegir-Rücken ist nicht zu verwechseln mit dem aktiven Aegir-Hydrothermalfeld, das sich weiter nördlich im Mohn-Rücken befindet.

## Entstehung
Der Aegir-Rücken markiert die ursprüngliche Bruchgrenze zwischen Grönland und Norwegen, entlang derer die Ausbreitung des Meeresbodens im frühen Eozän begann und den Nordatlantik bildete. Er verläuft von Island aus zunächst in östlicher Richtung und biegt dann nach Norden hin ab.

## Erlöschen
Gegen Ende des Eozäns breitete sich jedoch der jüngere Kolbeinsey-Rücken von Island aus nach Norden aus und spaltete die Jan-Mayen-Mikroplatte von der grönländischen Platte ab.
Als Ergebnis wird die Jan-Mayen-Mikroplatte vom Aegir-Rücken auf der südöstlichen und vom Kolbeinsey-Rücken auf der nordwestlichen Seite eingerahmt.
In dem Maße, wie sich der Kolbeinsey-Rücken bildete, nahm die Aktivität auf dem Aegir-Rücken ab und hörte am Ende des Oligozäns, als der Kolbeinsey-Rücken die Jan-Mayen-Bruchzone erreichte, vollständig auf.

## Ursachen des Erlöschens
In den Hotspots des Erdmantels kommt es generell zu einem Auftrieb von Material aus dem untersten Teil des Mantels hoch bis an die Basis der Lithosphäre. In der Folge kommt es dort zu einem teilweisen Aufschmelzen der Lithosphäre, was zur Bildung einer großen Menge an Magma führt, die dann in die Lithosphäre selbst eindringt und an den mittelozeanischen Rücken durch Extrusion eines großen Volumens an Basalten zum Auseinanderdriften (Ozeanbodenspreizung) der Platten mit neuer Krustenbildung führt.
Die relativ dünne Kruste und die kurze aktive Zeit (Lebensdauer) des Aegir-Rückens sind angesichts seiner Nähe zum isländischen Hotspot daher ausgesprochen ungewöhnlich.
Wahrscheinlich haben die mit der Plattentektonik verbundenen Spannungen und die mechanische Struktur der Lithosphäre eine Situation geschaffen, in der die Spreizung am Kolbeinsey-Rücken energetisch günstiger war als das Auseinanderdriften  am Aegir-Rücken.
Als der Kolbeinsey-Rücken mit dem Rifting begann, wurde die Materialzufuhr vom Hotspot zum Aegir-Rücken zunehmend abgezogen und floss bevorzugt zum Kolbeinsey-Rücken, was schließlich zur Einstellung der Akkretion und dem Erlöschen des Aegir-Spreizungszentrums führte.

## Etymologie
Der Kamm wurde nach dem Riesen Ægir, dem König des Meeres in der nordischen Mythologie benannt. Ægir war eine Personifikation der Kraft des Meeres, galt zudem als Erfinder des Bieres.